# 丽仪
丽仪是中國後宮嬪御等級之一，見於中國辽朝。
丽仪是辽朝皇帝妃嫔中妃以下的位号，辽圣宗朝有丽仪、淑仪、昭仪、顺仪、芳仪、和仪六种，与唐玄宗朝的“六仪”类似。辽圣宗女儿耶律九哥的生母即馬麗儀。